# Preben Neergaard
Preben Neergaard, född 2 maj 1920, död 22 juli 1990, var en dansk skådespelare och regissör. Han var känd från flera danska filmer, TV- och teaterproduktioner.

## Biografi
Neergaard föddes i Farum 1920. Han tog studentexamen 1939. Därefter började hans skådespelarkarriär med en lärlingsutbildning på Det kongelige Teaters elevskole mellan 1940 och 1943 och därefter hyrdes han in av teatern fram till 1947 och mellan 1952 och 1957. Under 1950-talet uppträdde han på Apollo Teatret och Det ny Scala.
I sina senare år blev han också känd för sina roller i TV-spel.
Preben Neergaard var gift sex gånger, bland annat med skådespelaren Birgitte Reimer.
Han dog 1990 och är begraven på Ordrup Kirkegård.

## Filmografi
- Ungdommens rus (1943)
- Vredens dag (1943)
- Teatertosset (1944)
- Elly Petersen (1944)
- De røde enge (1945)
- Diskret ophold (1946)
- Ditte människobarn (1946)
- Far betaler (1946)
- De pokkers unger (1947)
- Familien Swedenhielm (1947)
- Mani (1947)
- Kristinus Bergman (1948)
- Støt står den danske sømand (1948)
- Det hændte i København (1949)
- Susanne (1950)
- Historien om Hjortholm (1950)
- Fodboldpræsten (1951)
- Dorte (1951)
- Ukjent mann (1951)
- Kriminalsagen Tove Andersen (1953)
- Solstik (1953)
- Far til fire i sneen (1954)
- Hvad vil De ha'? (1956)
- Lån mig din kone (1957)
- Pigen i søgelyset (1959)
- Paw – pojke mellan två världar (1959)
- Gymnasiepigen (1960)
- Frihetskämpar (1960)
- Den hvide hingst (1961)
- Hvad med os? (1963)
- Slottet (1964)
- Fem mand og Rosa (1964)
- Människor möts och ljuv musik uppstår i hjärtat (1967)
- Dage i min fars hus (1968)
- Manden der tænkte ting (1969)
- Mordskab (1969)
- Kun sandheden (1975)
- Hør, var der ikke en som lo? (1978)
- Suzanne og Leonard (1984)
- Peter von Scholten (1987)

## Teater

### Regi
| År   | Produktion                             | Teater                   |
| 1956 | Orfeus i underverden Jacques Offenbach | Det Ny Scala, Köpenhamn  |
| 1956 | Can Can Cole Porter och Abe Burrows    | Det Ny Scala, Köpenhamn  |
| 1957 | Kvindernes oprör Aristofanes           | Det Ny Scala, Köpenhamn  |
| 1974 | I går, i dag, i morgen, revy           | Tivoliteatret, Köpenhamn |

### Fotnoter
1. 1 2  filmportal.de, Filmportal-ID: 49fd395046fe4f40afc08e03ee924207, läst: 9 oktober 2017.[källa från Wikidata]
2. ↑  IMDb-ID: nm0624253, läst: 14 september 2023.[källa från Wikidata]
3. 1 2  danskefilm.dk, danskefilm person-ID: 859.[källa från Wikidata]
4. ↑  Gyldendals Teaterleksikon-ID: Teaterpokalen, läst: 18 februari 2023.[källa från Wikidata]
5. 1 2 3 4  Mago (1988). Klä av, klä på... Tecknat och antecknat. Stockholm: Författarförlaget. Libris 7596353. ISBN 9170545723